# Denis Zanette
Denis Zanette (né le 23 mars 1970 à Pordenone, dans le Frioul-Vénétie Julienne et mort le 10 janvier 2003 dans la même ville) est un coureur cycliste italien. Vainqueur de deux étapes du Tour d'Italie, il meurt d'un arrêt cardiaque à 32 ans.

## Biographie
Denis Zanette devient cycliste professionnel en 1995 dans l'équipe Aki-Gipiemme. Il s'illustre dès sa première saison en remportant une étape du Tour d'Italie. Il participe également à ce qui sera son seul Tour de France, avec pour leader Zenon Jaskuła.
Après un passage dans la formation Vini Caldirola, il arrive en 1999 chez Polti où il s'affirme comme un bon coureur d'épreuves dites flandriennes : Trois Jours de La Panne (3e), Tour des Flandres (9e), Quatre Jours de Dunkerque (9e), Paris-Roubaix (12e).
L'année suivante, il intègre l'équipe Liquigas-Pata. Il gagne deux fois avec celle-ci : une étape du Tour du Danemark en 2000 et une étape du Tour d'Italie 2001. En avril 2001, il prend la troisième place du Tour des Flandres, battu au sprint par Gianluca Bortolami et Erik Dekker. Cité dans le cadre des investigations menées en Italie à la suite du blitz du Tour d'Italie, il est suspendu par son équipe en juin puis réintégré deux semaines plus tard, de même que ses coéquipiers Serhiy Honchar, Ellis Rastelli, Gianni Faresin, et Marco Zanotti.
Le 10 janvier 2003, il est victime d'un malaise et perd connaissance chez le dentiste, et décède en arrivant à l'hôpital.
Une course fut organisée en sa mémoire le 24 août 2004, remportée par son leader chez Fassa Bortolo Alessandro Petacchi.

## Palmarès

### Palmarès amateur
- 1991
  -  Champion d'Italie amateurs 2e séries
  - Gran Premio Roccasalli di Accumoli
  - 2e du Piccola Sanremo
  - 3e du Gran Premio Gelati Sanson
- 1992
  - Medaglia d'Oro Fiera di Sommacampagna
- 1993
  - 2e du Grand Prix de l'industrie et du commerce de San Vendemiano
  - 3e du Gran Premio Gelati Sanson
- 1994
  - 6e étape du Tour de la Vallée d'Aoste
  - Astico-Brenta
  - Gran Premio Coop Levane
  - 3e du Grand Prix de Poggiana
  - 3e du Gran Premio Gelati Sanson

### Palmarès professionnel
| - 1995 - 18e étape du Tour d'Italie - 2e du Tour de Toscane - 1996 - 1re étape de la Semaine internationale Coppi et Bartali - 1998 - 8e étape du Tour du Portugal - 1999 - 3e des Trois Jours de La Panne - 9e du Tour des Flandres | - 2000 - 1re étape du Tour du Danemark - 2001 - 10e étape du Tour d'Italie - 3e du Tour des Flandres |  |

## Résultats sur les grands tours

### Tour de France
1 participation
- 1995 : abandon (11e étape)

### Tour d'Italie
8 participations
- 1995 : 71e, vainqueur de la 18e étape
- 1996 : 54e
- 1997 : 77e
- 1998 : hors délais (17e étape)
- 1999 : 107e
- 2000 : abandon (17e étape)
- 2001 : 101e, vainqueur de la 10e étape
- 2002 : 119e

### Tour d'Espagne
2 participations
- 1996 : 71e
- 2002 : 104e